# Останній персненосець
«Оста́нній перснено́сець»  — виданий в 1999 році роман Кирила Єськова, в якому здійснюється спроба показати події та світ «Володаря перснів» Дж. Р. Р. Толкіна з науковоподібної та реалістичної точки зору. Суть конфлікту в книзі зводиться до протистояння динамічної технократичної цивілізації Мордору, яка проходила фазу промислової революції з відсталими у технічному плані західними країнами, яких підтримують ельфи — окрема раса, яка досконало володіє магією. Розпалила конфлікт Біла Рада магів (які бажають, щоб світ був незмінним і магічним, блідою подобою Заобрійного Заходу), якій протистояв орден назгулів (які мріяли про динамічний світ, що розвивається за допомогою науки та технологій). У 2001 році роман був удостоєний російської премії «Меч у камені».

## Історія створення
Автор мав намір видати роман під псевдонімом Алістер Мак-Нейклот, вигаданого британського ентомолога, але відмовився через побажання видавця.
Після виходу англійського перекладу книги виникла думка, що в пропагандистських цілях слід популяризувати цю книгу. Обґрунтовувалось це тим, що у «відбілюванні» Мордору заховане «відбілювання» Радянського Союзу, який поганий Захід чомусь виставляв «імперією зла». Сам автор сприйняв таку думку з гумором.

## Сюжет

### Горе переможеним
Внаслідок неправильної іригації відбулось засолення мордорських ґрунтів і держава стала залежна від імпорту продовольства. Використовуючи це слабке місце, Гендальф готує план війни проти Мордору і переконує в її необхідності Раду. Проти війни, а особливо проти передачі магічного дзеркала ельфам, виступає Саруман, але маги його не підтримують. За допомогою інтриг та провокацій Гендальф розпалює війну, в якій Мордор програє.
Розвідник-єгер орокуен (тобто орк; орокуени та тролі — люди, степові та гірські народи відповідно) Церлег і військовий лікар, а в минулому співробітник Барад-Дурського університету, Халаддін пустинним Мордором повертаються з програної війни. Вони натрапляють на стоянку родичів Церлега, яка була вирізана каральним загоном і, разом з гондорським аристократом бароном Тангорном, який за протест проти геноциду був закопаний по шию в землю, знищують цей загін включно з командиром ельфом Елоаром.
Через декілька днів з Халаддіном зустрічається назгул і дає йому доручення знищити магічне дзеркало, після чого помирає. За словами назгула, існує два світи — фізичний і магічний (Заобрійний Захід) і між ними існує зв'язок, який забезпечується дзеркалом (яке дозволяє керувати часом) і сімома палантірами (які забезпечують контроль над простором). Знищивши дзеркало (єдиний спосіб — скинути у віковічний вогонь Ородруїна) можна обірвати цей зв'язок і звільнитись від тиранії ельфів. Тільки Халаддін може виконати це завдання завдяки повному імунітету до магії. Халаддін вирішує виконати це завдання передавши віковічний вогонь до дзеркала за допомогою двох палантірів. Один палантір був у схованці назгулів, а знайти інший мав допомогти принц Фарамир — друг Тангорна.

### Король і правитель
Під час війни до пораненого за загадкових обставин та паралізованого Фарамира навідується дунадан з півночі — Арагорн, який поставив йому ультиматум: або принца ховають заживо, або він зрікається трону (король Денетор мертвий) на користь Арагорна і стає князем в Ітіліені. Фарамир вибирає другий варіант. На момент прибуття Халладіна, Церлега і Тангорна в Ітіліен князя тримають у почесному ув'язненні. Колишні однополчани Фарамира (до яких належить і Тангорн) звільняють князя, який володіє одним з палантірів.
Тим часом відбувається протистояння Арагорна та королеви Арвен, ельфійки, яка повинна впливати на короля в ельфійських інтересах. Щоб мати противагу ельфійські магії Арагорн підбирає руїни мордорської цивілізації рятуючи вчених що вижили, обманом змушує їх розробляти новітнє озброєння.

### Умбарський гамбіт
Барон Тангорн прибуває в велике торгове місто Умбар з метою вийти на зв'язок з ельфами. Тут він вплутується в складне і небезпечне протистояння різноманітних спецслужб та все ж передає ельфам послання, в якому натякається що Елоар живий і може бути викуплений своєю матір'ю (впливовою ельфійською придворною). В останній день його перебування в Умбарі його вбивають люди Арагорна і він помирає на руках коханої.

### Викуп за тінь
Мордорський палантір був захований у фортеці Дол-Гулдур, де, за дорученням Арагорна, мордорські науковці розробляли нові види озброєнь, не знаючи, що працюють на вчорашнього ворога. Один з них, механік, що розробляє планери, виявляється другом Халладіна й отримує від нього завдання. У визначений день він повинен витягнути палантір зі схованки й з планера скинути його в Лоріені — країні ельфів.
Мати Еолара прибула на переговори до Ітіліену, де їй повідомили, що її сина обміняють на іншого важливого полоненого. Хто це буде, їй повідомлять під час зв'язку через палантір, який їй передадуть (обов'язкова умова: вона повинна знаходитись поряд із магічним дзеркалом), тоді ж вона зможе поговорити з сином.
В момент коли Халаддін збирався скинути свій палантір в Ородруїн з ним, через інший палантір, зв'язується Саруман. Маг переконує його, що назгул помилявся і якщо він знищить дзеркало, то знищиться магічний світ, а наслідком цього буде поступова смерть фізичного світу. Халаддін майже повірив Саруману, але завдяки Випадковості він змушений скинути палантір і знищити дзеркало. Після цього вся магія зникає, а ельфи стають звичайними людьми.

### Епілог
В епілозі події роману коментуються з точки зору розвиненого індустріального суспільства Середзем'я, вписуються в контекст шкільного підручника з історії.

## Критика
Серед переваг роману виділяються динамічний сюжет, цікава шпигунська складова, науковий реконструкторський підхід до сюжету «Володаря Перснів», глибоке висвітлення конфлікту незмінного магієорієнтованого світу та наукоцентричного світу, що змінюється.
Основними недоліками твору є занадто сучасна мова та психологія героїв, змішування реалій різних історичних епох та надмірна вульгаризація.
Рейтинг книги на сайті «Лабораторія фантастики» 7,82 з 10 (станом на 15.10.2020).